# 塞尼卡 (紐約州)
塞尼卡（英語：Seneca）是一個位於美國紐約州安大略縣的鎮。

## 人口
根據2020年美國人口普查的數據，塞尼卡的面積為130.67平方千米，皆為陸地。當地共有人口2658人，而人口密度為每平方千米20人。